# Hazel Gaudet
Hazel Gaudet, née le 15 octobre 1908 et morte le 10 juillet 1975 à Reno (Nevada), est une chercheuse américaine en communication, l'une des pionnières dans le domaine de la recherche en psychologie politique.

## Biographie
Hazel Gaudet étudie la psychologie à l'Université George-Washington. Elle fait partie du Projet sur la radio de Princeton de l'Université de Princeton. En 1940, elle se marie avec un architecte, Graham Erskine, et déménage à Reno. Elle se détourne de la recherche académique, mais s'implique en politique et dans le combat social. De 1961 à 1975, elle écrit « Les sondages » (The Polls), une chronique régulière dans le Public Opinion Quarterly. Elle  décède en 1975.

## Carrière scientifique
Hazel Gaudet fait partie des premiers membres du Projet sur la radio de Princeton à l'Université de Princeton, avant même qu'il soit transféré à l'Université Columbia sous le nom de Bureau de recherche sociale appliquée (Office of Applied Social Research). Elle est responsable de la gestion de l'enquête et de l'analyse des données. Elle recrute et forme les jeunes enquêtrices, et elle mène elle-même des entretiens. Elle contribue largement à l'écriture des deux premières études du Projet sur la radio de Princeton, The Invasion from Mars (1940) et The People's Choice (1944).
Pendant la guerre, elle travaille comme analyste au Service des enquêtes du Bureau de l'information de guerre (Office of War Information, OWI) à New York et à Londres, où elle mène des recherches sur l'efficacité de la propagande de guerre.
Elle travaille également au Service de la recherche de la radio Columbia Broadcasting System (CBS). Elle assiste également Charles Wright Mills dans ses études sur le rôle des dirigeants syndicaux, publiées en 1948 sous le nom de The New Man of Power.

### L'étude surThe Invasion from Mars

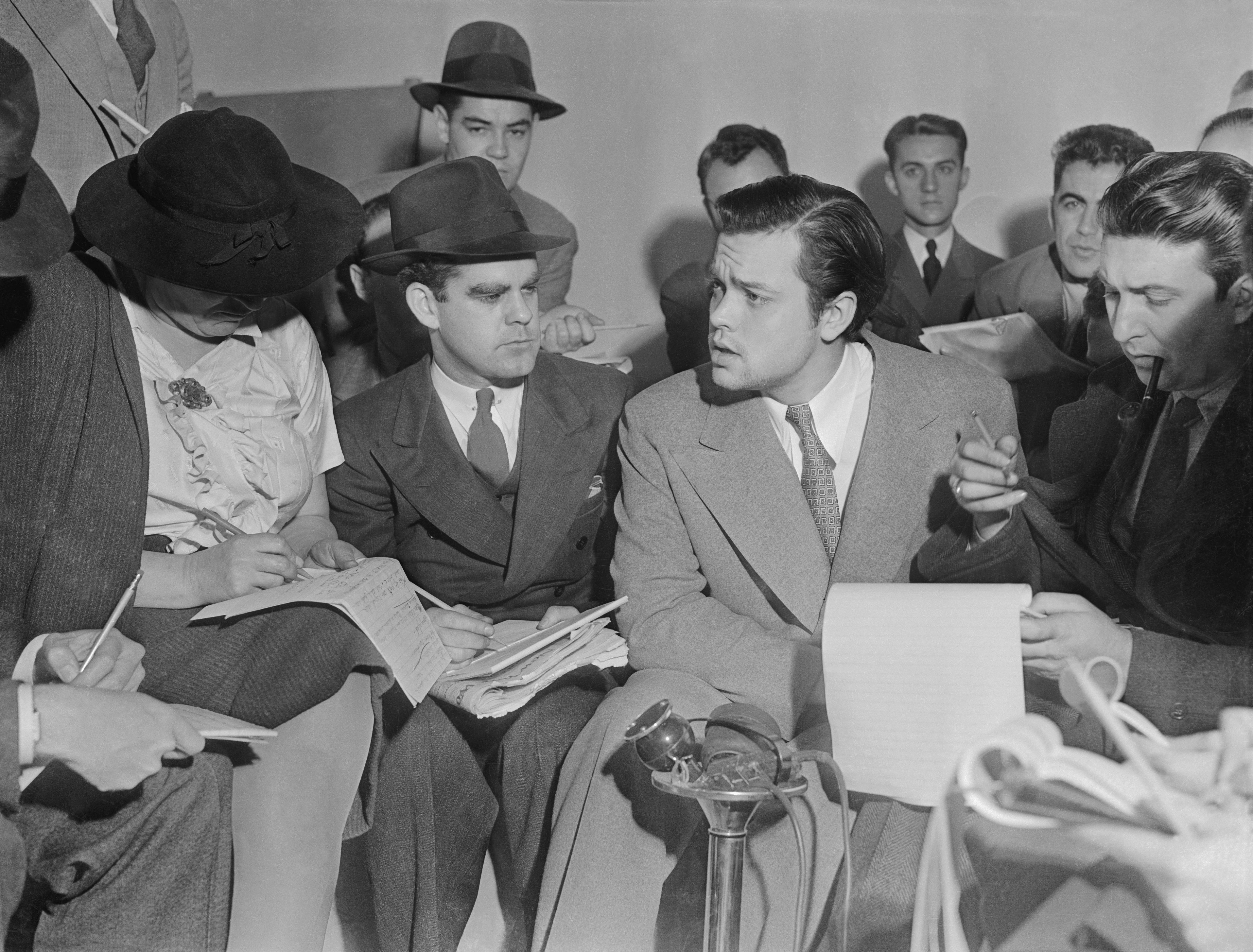
Hazel Gaudet fait partie des trois auteurs qui ont rédigé l'étude sur la réception de La guerre des mondes mise en scène par Orson Welles (ici, le soir même de la diffusion) pour la radio CBS.

L'étude sur The Invasion from Mars, publiée en 1940, porte sur les réactions de l'audience après la diffusion en 1938 de la pièce radiophonique La guerre des mondes mise en scène par Orson Welles. En sciences de l'information et de la communication, cette étude est considérée comme l'un des travaux clés des recherches sur l'impact des médias. Quatre personnes jouent un rôle important dans le projet : Paul Lazarsfeld, Hadley Cantril, Herta Herzog et Hazel Gaudet. Le financement de la recherche est négocié par Lazarsfeld et Cantril avec les responsables de la Fondation Rockefeller, tandis que l'organisation et l'analyse des résultats est dévolue à Herzog et Gaudet. Herta Herzog mène une série d'entretiens en profondeur avec des auditeurs. Gaudet gère le projet de recherche et opère l'analyse statistique de toutes les données. Bien que les deux femmes contribuent largement à l'écriture, Hadley Cantril s'arroge la paternité de l'ouvrage, laissant Gaudet et Herzog dans l'ombre d'une "collaboration".
135 personnes sont interrogées dans le cadre de l'étude. Le but est d'identifier les raisons des réactions de panique à la diffusion de la pièce radiophonique La guerre des mondes. Les résultats montrent que les auditeurs se répartissent en 4 types différents :
1. Les auditeurs qui se rassurent avec des éléments internes à la pièce radiophonique ;
2. Les auditeurs qui se rassurent en collectant des informations externes et qui comprennent qu'il s'agit d'une pièce radiophonique ;
3. Les auditeurs qui collectent des informations externes, mais qui continuent à croire que l’émission est un reportage authentique ;
4. Les auditeurs qui ne subissent l'émission.

La majorité de ceux qui paniquent croient ce qu'ils entendent sans le remettre en question. Les auteurs décèlent toutefois une raison pour expliquer la panique dans le fait que de nombreux auditeurs ont allumé trop tard leur poste et qu'ils ont ainsi été privés de l'annonce qu'il s'agit d'une blague d'Halloween. 
Les trois scientifiques analysent également les caractéristiques de la situation de réception et les caractéristiques personnelles des auditeurs. Ils constatent que l'incapacité de penser de manière critique et de remettre en question l'information est déterminante pour la réaction des auditeurs concernés. Selon l'étude, la pensée critique est parfois dépassée par un degré élevé de suggestibilité et d'insécurité émotionnelle.

### La chronique dans lePublic Opinion Quarterly
En 1961, Hazel Gaudet reprend « Les sondages » (The Polls), une chronique régulière dans le Public Opinion Quarterly. Avant qu'elle ne reprenne la série, la chronique publiait une liste de résultats d'enquêtes sur une grande variété de sujets sans aucune analyse, interprétation ou contexte historique. Hazel Gaudet choisit un thème contemporain pour chaque numéro, le prépare avec des données d'enquête, des analyses et des tendances d'opinion. Fait remarquable, elle aborde des questions controversées pour l'époque : les droits politiques des minorités, la condition féminine, la liberté d'expression, les religions, les programmes de protection sociale, etc.

## Engagement politique
Après son déménagement à Reno, Hazel Gaudet s'implique politiquement et socialement. L'un de ses premiers actes politiques est d'obtenir une subvention pour le programme d'Aide aux enfants abandonnés (Aid to Dependent Children, ADC). À l'époque, le Nevada est le seul État à ne pas participer à ce programme de l'État fédéral. En 1955, le Parlement local vote finalement l'adhésion du Nevada.
Dans le même temps, Gaudet plaide pour l'augmentation du montant des prestations sociales pour les personnes âgées et aveugles et pour le transfert de la responsabilité de l'aide sociale des différents comtés au niveau de l'État.
En 1952 et 1956, elle joue un rôle déterminant dans les deux campagnes présidentielles d'Adlai Stevenson Elle prend en charge la campagne de Grant Sawyer, futur gouverneur du Nevada. Elle fait le tour des 17 comtés de l'État, organise, planifie et analyse les résultats de campagne. Elle met à profit son parcours académique et les techniques qu'elle y a apprises et contribué à développer. 
En tant que collaboratrice et conseillère du gouverneur Grant Sawyer, elle met en place une politique active de recrutement de personnels féminins et issus des minorités. 
Elle est également membre du Comité social de l'État du Nevada. 
En 1966, elle organise les premières réunions de l'Union américaine pour les libertés civiles (American Civil Liberties Union, ACLU) du Nevada… dans son propre salon. En 1970, elle est élue pour représenter le Nevada au Conseil national de l'ACLU. Elle occupe entre 1992 et 1994 des postes importants au sein du comité de la Conférence biennale et du Comité des candidatures 1975. 

## Le prix Hazel-Gaudet-Erskine
Depuis 2015, l'Association américaine de science politique (American Political Science Association) décerne un Prix Hazel-Gaudet-Erskine couronnant l'ensemble d'une carrière en psychologie politique.

## Publications
- (en) Cantril, Hadley et Hazel Gaudet, « Familiarity as a factor in determining the selection and enjoyment of radio programs », Journal of Applied Psychology, vol. 23, no 1,‎ 1939, p. 85–94

- (en) Gaudet, Hazel, « The favorite radio program », Journal of Applied Psychology, vol. 23, no 1,‎ 1939, p. 115–126
- (en) Cantril, Hadley, Hazel Gaudet et Herta Herzog, The Invasion from Mars. A Study in the Psychology of Panic. With the Complete Script of the Famous Orson Welles Broadcast, Princeton, Princeton University Press, 1940
- (en) Gaudet, Hazel et Elmo C. Wilson, « Who escapes the personal investigator », Journal of Applied Psychology, vol. 24, no 6,‎ 1939, p. 85–94
- (en) Gaudet, Hazel, « High School Students Judge Radio Programs », Education, vol. 60,‎ 1940, p. 639–646
- (en) Lazarsfeld, Paul F. et Hazel Gaudet, « Who gets a job? », Sociometry, vol. 41, no 1,‎ 1941, p. 64–77
- (en) Gaudet, Hazel et Cuthbert Daniel, Radio Listener Panels, Washington, D.C., The Federal radio education committee, with the cooperation of the U.S. Office of education, Federal security agency, 1941, 47 p. (lire en ligne)
- (en) Lazarsfeld, Paul F., Bernard Berelson et Hazel Gaudet, The People’s Choice : How the Voter Makes up his Mind in a Presidential Campaign, New York, Duell und Sloan, 1948
- (en) Gaudet-Erskine, Hazel, « A Revival: Reports from the Polls », Public Opinion Quarterly, vol. 25, no 1,‎ 1961, p. 128–139